# Bithynia chaperi
Bithynia chaperi е вид охлюв от семейство Bithyniidae.

## Разпространение
Този вид е разпространен във Виетнам.